# Laura Rosano
Laura Rosano (née en 1958), également nommée Laura Rosano Maggiora, est une auteure et illustratrice italienne en littérature jeunesse.

## Biographie
Laura Rosano est née à Milan. Elle a suivi des études à l'École européenne du Luxembourg ainsi que des études littéraires à Venise. Elle est diplômée en illustration à l'Instituto Europea di design de Milan. Depuis la fin des années 1980, elle s’est tournée vers les livres pour enfants, à la fois en les illustrant et en intervenant en milieu scolaire. Ses compositions se caractérisent à la fois par leur foisonnement, notamment d’animaux et de personnages fantastiques, des couleurs vives et des collages de papiers découpés et d’autres matières. Elle réalise également des objets uniques, ainsi que des jeux. 
Elle vit et travaille à Biot,.